# Сеченова, Евгения Ивановна
Евге́ния Ива́новна Се́ченова (17 августа 1918, Севастополь — 25 июня 1990) — советская легкоатлетка.
Заслуженный мастер спорта СССР (1947). Заслуженный работник культуры РСФСР (19.06.1974)
Чемпионка Европы 1946 в беге на 100 м и 200 м, 19-кратная чемпионка СССР (1939—1951) в беге и эстафетах, рекордсменка мира (1950) в эстафете 4×200 м. Выступала за Москву — спортивное общество «Динамо». Член КПСС с 1941 года.

## Биография
Родилась 17 августа 1918 года в Севастополе. С детства была спортивным ребенком — плавала, гребла, прыгала с причала. Также занималась легкой атлетикой у школьного преподавателя Антона Федоровича Сикоры.
В 1930-е гг. отца командируют в Промакадемию в Москву, куда вскоре переезжает вся семья Сеченовых. В школе она продолжает заниматься легкой атлетикой, участвует в соревнованиях. В 1935 году поступает в «Юный динамовец», где ее наставником становится известный легкоатлет Иван Сергеев.
Первый крупный успех пришел в 1939 году — на первенстве страны в Харькове она становится чемпионкой и устанавливает новый рекорд страны в беге на 200м — 25,2. В 1940 г. на чемпионате страны она делает победный дубль: 100 м — 12,3, 200 — 25,4.
В 1944 г. побеждает в беге на 200 м на первенстве страны, а в 1946 г. устанавливает на этой дистанции всесоюзный рекорд — 25,1.
В 28 лет на дебютном для сборной СССР чемпионате Европы 1946 года Сеченова стала двукратной чемпионкой, выиграв бег на 100 м и 200 м. В беге на 100 м она установила рекорд СССР, опередив ближайшую соперницу на 0,3 с; с таким же результатом эту дистанцию на Играх 1948 выиграла Бланкерс-Кун, которая на этом чемпионате Европы выступала в других видах программы. За лёгкую и элегантную манеру бега журналисты прозвали Сеченову «быстрейшей ланью Европы».
На чемпионате Европы 1950 года Сеченова на этих дистанциях завоевала серебряные медали, проиграв Бланкерс-Кун, а после Олимпийских игр 1952 года закончила спортивную карьеру.
Результаты Сеченовой многократно входили в десятки лучших результатов сезона в мире в беге на 100 м (1941, 1944—1951), 200 м (1939—1940, 1944—1946, 1948—1951) и прыжках в длину (1945), а в 1946 году она была лидером мирового сезона в беге на 100 м и 200 м.
По окончании спортивной карьеры работала старшим тренером по легкой атлетике в спортобществе «Динамо». Среди ее воспитанников — мастер спорта Анна Зайцева.
Похоронена на Востряковском кладбище в Москве.
Приз памяти Сеченовой, установленный городским советом общества «Динамо», в 1991—2000 гг. разыгрывался на одном из этапов традиционной майской эстафеты по Садовому кольцу на приз газеты «Вечерняя Москва».

## Награды
- орден Трудового Красного Знамени (27.04.1957) — «за успехи, достигнутые в деле развития массового физкультурного движения в стране, повышения мастерства советских спортсменов, и успешное выступление на международных соревнованиях»
- Заслуженный работник культуры РСФСР (19.06.1974)

## Спортивные достижения
|       | Бег на 200 м           | Бег на 200 м | Эстафета 4×100 м    | Эстафета 4×100 м                                                            |
| Место | Результат              | Место        | Результат (команда) |                                                                             |
| ----- | ---------------------- | ------------ | ------------------- | --------------------------------------------------------------------------- |
| 1952  | 5-е место в полуфинале | 25,2         | 4-е место           | 46,3 — Р СССР — сборная: И. Турова, Е. Сеченова, Н. Хныкина, В. Калашникова |

|       | Бег на 100 м | Бег на 100 м  | Бег на 200 м | Бег на 200 м  | Эстафета 4×100 м    | Эстафета 4×100 м                                                          |
| Место | Результат    | Место         | Результат    | Место         | Результат (команда) |                                                                           |
| ----- | ------------ | ------------- | ------------ | ------------- | ------------------- | ------------------------------------------------------------------------- |
| 1946  | чемпионка    | 11,9 — Р СССР | чемпионка    | 25,4          | 3-е место           | 48,7 — Р СССР — сборная: Е. Сеченова, В. Фокина, Е. Гокиели, В. Васильева |
| 1950  | 2-е место    | 12,3          | 2-е место    | 24,8 — Р СССР | 3-е место           | 47,5 — сборная: С. Мальшина, З. Духович, Е. Гокиели, Е. Сеченова          |

|       | Бег на 100 м | Бег на 100 м | Бег на 200 м | Бег на 200 м  | Эстафета 4×100 м    | Эстафета 4×100 м         | Эстафета 4×200 м    | Эстафета 4×200 м    | Прыжки в длину | Прыжки в длину      |
| Место | Результат    | Место        | Результат    | Место         | Результат (команда) | Место                    | Результат (команда) | Место               | Результат      |                     |
| ----- | ------------ | ------------ | ------------ | ------------- | ------------------- | ------------------------ | ------------------- | ------------------- | -------------- | ------------------- |
| 1939  | 3-е место    | 12,5         | чемпионка    | 25,4 — Р СССР | чемпионка           | 50,2 («Динамо»)          | не проводилась      | не проводилась      |                |                     |
| 1940  | чемпионка    | 12,3         | чемпионка    | 25,4          | чемпионка           | 50,1 (сб. Москвы)        | не проводилась      | не проводилась      |                |                     |
| 1943  | 3-е место    | 12,5         |              |               | не проводилась      | не проводилась           | не проводилась      | не проводилась      | 3-е место      | 5,13 м              |
| 1944  | 2-е место    | 12,4         | чемпионка    | 25,7          | не проводилась      | не проводилась           | не проводилась      | не проводилась      |                |                     |
| 1946  | чемпионка    | 12,1         | чемпионка    | 24,9 — Р СССР | чемпионка           | 49,5 (сб. Москвы)        | не проводилась      | не проводилась      | чемпионка      | 1.44,2 (сб. Москвы) |
| 1947  | чемпионка    | 12,2         | 3-е место    | 25,7          |                     |                          |                     |                     |                |                     |
| 1948  |              |              |              |               |                     |                          | чемпионка           | 1.43,0 («Динамо»)   |                |                     |
| 1949  | чемпионка    | 12,0         | чемпионка    | 25,1          | чемпионка           | 48,5 (сб. Москвы)        | чемпионка           | 1.42,1 (сб. Москвы) |                |                     |
| 1950  | чемпионка    | 12,2         | 2-е место    | 25,0          | чемпионка           | 47,7 («Динамо») — Р СССР | чемпионка           | 1.41,2 («Динамо»)   |                |                     |
| 1951  | 2-е место    | 12,4         | 3-е место    | 25,3          | чемпионка           | 48,2 (сб. Москвы)        | чемпионка           | 1.42,0 (сб. Москвы) |                |                     |
| 1952  | 3-е место    | 12,3         |              |               | 2-е место           | 48,3 («Динамо»)          |                     |                     |                |                     |

Рекорды СССР
```
бег на 100 м        12,0            16.07.1944   
Москва

                    11,9            22.08.1946   
Осло
, ЧЕ

бег на 200 м        25,2            29.08.1939   
Харьков
, чемпионат СССР
                    25,1             5.08.1946   
Москва

                    24,9            12.09.1946   
Днепропетровск
, чемпионат СССР
                    24,8            27.08.1950   
Брюссель
, ЧЕ
```

## Книги
- Сеченова Е. Мой бег на 200 метров. — М.: «Физкультура и спорт», 1941. — 40 с.

### Спортивные результаты
- Лёгкая атлетика. Справочник / Составитель Р. В. Орлов. — М.: «Физкультура и спорт», 1983. — 392 с.
- Евгения Сеченова — статистика на сайте Track and Field Statistics  (англ.)